# Selevînți, Nemîriv
Selevînți (în ucraineană Селевинці) este un sat în comuna Kirova din raionul Nemîriv, regiunea Vinnița, Ucraina.

## Demografie
Componența lingvistică a localității Selevînți
     Ucraineană (99,12%)
     Alte limbi (0,88%)
Conform recensământului din 2001, majoritatea populației localității Selevînți era vorbitoare de ucraineană (99,12%), existând în minoritate și vorbitori de alte limbi.